# Csapó György (zenész)
Csapó György (Budapest, 1955. június 17. –) becenevén Buksi, az Edda Művek egykori dobosa.

## Pályafutása
Művészcsaládba született, édesapja Csapó János színész. Zenei tanulmányait hétévesen kezdte Egerben, ahol ütős szakra járt. Miskolcra 12 éves korában költöztek, ahol a Bartók Béla Zeneművészeti Szakközépiskolában tanult tovább Vrana József tanítványaként, dob és ütős szakon. 
Könnyűzenei pályafutását 1974-ben kezdte azzal, hogy átvette Szepcsik József (Sucu) dobos helyét az Eddában. Addig Csapó a Reflexben játszott, és ő volt akkoriban az egyetlen ORI vizsgás dobos, ráadásul szintén Amati dobfelszerelésen játszott, mint Sucu. Csapó 1982-ig volt az együttes tagja, ekkor gerincproblémák miatt visszavonult a zenéléstől.
Távozása után három alkalommal vendégszerepelt az Eddában, az 1983-as búcsúkoncerten egy dal erejéig, valamint a 10 és 20 éves jubileumi koncerteken, amikor újra összeállt a „Bakancsos Edda” néven is emlegetett 1978–1982 közti felállás.
2017-ben és 2018-ban újra együtt játszott egy-egy dal erejéig egykori társaival (Róna György, Barta Alfonz) a korábbi Edda Művek-tagokból álló Zártosztály zenekar koncertjein. 2019-ben újra játszott a Zártosztállyal Miskolcon, ezúttal több dalban.

## Diszkográfia
| Év   | Album címe             |
| 1979 | Edda kislemez          |
| 1980 | Edda Művek 1.          |
| 1980 | Ballagás kislemez      |
| 1981 | Edda Művek 2.          |
| 1982 | English Promo kislemez |

## Filmográfia
- Ballagás – a filmben több Edda-dal elhangzik, az egyik jelenet az együttes koncertjén játszódik
- Egy nap rock – koncert-dokumentumfilm az 1981-ben a Hajógyári-szigeten tartott fesztiválról, melyen az Edda is játszott
- A pártfogolt – az egyik jelenet az együttes koncertjén játszódik, az 1981-es Dorogi Rockfesztiválon a Változás című dalt adják elő
- Kölyköd voltam – dokumentumfilm az Edda 1983-as feloszlásáról
- 20 éves jubileumi koncert, Kisstadion – az MTV adta két részben, az első rész a „régi” felállás blokkját tartalmazza